# Святая Русь (роман)
«Святая Русь» — исторический роман русского писателя Дмитрия Балашова, впервые изданный в 1997 году, часть цикла «Государи Московские». Рассказывает о Куликовской битве и последовавших за ней событиях.

## Сюжет и оценки
Действие романа происходит в 1375—1400 годах. В центре повествования — сложные взаимоотношения Московской Руси с Золотой ордой и католическим Западом. Балашов описывает Куликовскую битву 1380 года как результат интриг европейцев, стремящихся окатоличить Русь и использующих для этого Мамая. В романе описаны взятие Москвы Тохтамышем, продолжение борьбы Москвы с Тверью, Рязанью и Новгородом. В книге действуют реальные исторические персонажи и вымышленные лица — в частности, представители дворянской семьи Фёдоровых.
Рецензенты отмечают, что в «Святой Руси» (издана в 1997 году), в отличие от предыдущих романов, Балашов открыто оценивает исторические события с православной точки зрения. Он всё чаще прибегает к публицистическим отступлениям и напрямую соотносит описываемые им события с современностью. Главным для Балашова оказывается противостояние Руси не Орде, а католическому Западу, представители которого (в частности, Ягайло и Ядвига Польская) изображены крайне тенденциозно. Демонизируется и великая княгиня московская Софья Витовтовна, тоже репрезентирующая католический мир. Образ Василия Дмитриевича Московского получился у Балашова довольно невнятным.